# Lijst van beelden in De Bilt
Dit is een (onvolledige) chronologische lijst van beelden in De Bilt. Onder een beeld wordt hier verstaan elk driedimensionaal kunstwerk in de openbare ruimte van de Nederlandse gemeente De Bilt, waarbij beeld wordt gebruikt als verzamelbegrip voor sculpturen, standbeelden, installaties, gedenktekens en overige beeldhouwwerken.
Voor een volledig overzicht van de beschikbare afbeeldingen zie de categorie Beelden in De Bilt op Wikimedia Commons.
In opdracht van de voormalige gemeente Maartensdijk werd voor elk van de vier kernen een beeld van een dier gemaakt. De Stier van Wien Cobbenhagen voor Maartensdijk, De vier Heemskinderen op het ros Beiaard van Jaap van Meeuwen voor het Dorpshuis in Westbroek, Paard en ruiter van Theo Mackaay bij de ingang van het dorp Hollandsche Rading en De Geit van Jan Groenestein, dat nu in het dorpshuis Groene Daan van Groenekan staat. 
| Geplaatst | Omschrijving                                                                           | Kunstenaar                                  | Locatie | Plaats             | Materiaal                                                                                             | Afbeelding |
| --------- | -------------------------------------------------------------------------------------- | ------------------------------------------- | --- | ------------------ | --- | ---------- |
| 1932      | Tuinvaas                                                                               | fa. F.J. Moerkoert (toegeschreven)          | tegenover huis Sandwijck, voorheen Boetzelaerpark                                                                                           |                    | cementrustiek                                                                                         |            |
| 1933      | Reliëf entree Berg en Bosch (links)                                                    | Mari Andriessen                             | Professor Bronkhorstlaan 10, hoofdingang Berg en Bosch                                                                                      | Bilthoven          | |            |
| 1933      | Reliëf entree Berg en Bosch (rechts)                                                   | Mari Andriessen                             | Professor Bronkhorstlaan 10, hoofdingang Berg en Bosch                                                                                      | Bilthoven          | |            |
| 1933      | Herwonnen Levenskracht                                                                 | Charles Vos                                 | Berg en Bosch terrein (TBC) | Bilthoven          | keramisch wandreliëf                                                                                  |            |
| 1933      | Onze Lieve Vrouwe van Lourdes (reliëf)                                                 | Albert Termote                              | Berg en Bosch | Bilthoven          | |            |
| 1937      | Engel                                                                                  | Nico Schrier                                | Frans Halslaan 27, Aula begraafplaats Den en Rust                                                                                           | Bilthoven          | glas in lood                                                                                          |            |
| 1945-1947 | Piëta                                                                                  | Piet Jungblut                               | Professor Bronkhorstlaan, terrein Berg en Bosch                                                                                             | Bilthoven          | steen                                                                                                 |            |
| 1953      | De zaaier                                                                              | onbekend                                    | Protestantse kerk | Groenekan          | |            |
| 1954      | Meisje met veulen                                                                      | Charles Weddepohl                           | Tolakkerweg | Hollandsche Rading | |            |
| 1955      | De Grondwerker                                                                         | Pieter d' Hont                              | Holle Bilt, achter huize Houdringe | De Bilt            | brons                                                                                                 |            |
| 1955      | St. Michael die het kwaad bestrijdt (reliëf)                                           | Jop Goldenbeld                              | Kerklaan, Heilige Michaëlkerk | De Bilt            | |            |
| 1955      | De doop van Christus in de Jordaan                                                     | Renald Rats                                 | Kerklaan, Heilige Michaëlkerk | De Bilt            | wandreliëf                                                                                            |            |
| 1955      | Sint Laurentius                                                                        | Pieter d' Hont                              | Kerklaan, Heilige Michaëlkerk | De Bilt            | |            |
| 1955      | Sylphilde                                                                              | Oswald Wenckebach                           | KNMI-terrein | De Bilt            | |            |
| 1958      | Herdenkingsmonument van Bilthoven                                                      | Jaap Kaas                                   | Gemeentehuis Soestdijkseweg Zuid | Bilthoven          | Franse kalkzandsteen                                                                                  |            |
| jaren '60 | Jongetje met schooltas                                                                 | Eva Steenbergen                             | Jan Steenlaan, in 2016 verplaatst naar entree 'De Werkplaats                                                                                | Bilthoven          | brons                                                                                                 |            |
| 1961      | Zittende jonge vrouw                                                                   | Charles Weddepohl                           | Huize Voordaan | Groenekan          | brons                                                                                                 |            |
| 1966      | Vrouw met boodschappenmand                                                             | Jop Goldenbeld                              | sinds 2013 plein voor het Lichtruim, voorheen ingang Planetenbaan                                                                           | Bilthoven          | brons                                                                                                 |            |
| 1966      | Mozaïek Sint Maarten                                                                   | Elly Meijer                                 | Nachtegaallaan 40 (parochiekerk) | Maartensdijk       | |            |
| 1968      | Meisje op stelten                                                                      | Jos Pirkner                                 | St. Theresiaschool aan de Gregoriuslaan (hal)                                                                                               | Bilthoven          | brons                                                                                                 |            |
| 1968      | Jongetje met bal (fontein)                                                             | Auguste Manche                              | in opslag | De Bilt            | brons                                                                                                 |            |
| 1969      | Twee beertjes                                                                          | Lucie Nijland                               | ooit speelplaats Poolsterschool, gestolen                                                                                                   |                    | |            |
| 1969      | Bronsplastiek                                                                          | Wout Maters                                 | Poolsterschool aan de Orionlaan | Bilthoven          | brons                                                                                                 |            |
| jaren '70 | Wandreliëf Geschiedenis van de westerse gezondheidszorg uit vanaf de Oudheid tot heden | Arie Teeuwisse en Pieter d'Hont             | Antonie van Leeuwenhoeklaan, RIVM-terrein Niet aangetroffen op 16-5-25                                                                      | Bilthoven          | |            |
| 1970      | De Kaartspelers (beeldengroep)                                                         | Hans Bayens                                 | Gregoriuslaan | Bilthoven          | |            |
| 1972      | Brandweerhelm                                                                          | Rien Goené                                  | Leyenseweg | Bilthoven          | |            |
| 1972      | Waterbuffels (fontein)                                                                 | Fioen Blaisse                               | Patrijzenlaan | De Bilt            | brons                                                                                                 |            |
| 1974      | De krachtmeting                                                                        | Jits Bakker                                 | Jan Steenlaan | Bilthoven          | |            |
| 1976      | Evenwicht                                                                              | Jits Bakker                                 | H.F. Witte Centrum, aanvankelijk Martin Luther Kingweg.Op 13-6-2025 niet aangetroffen. Vanwege bouwactiviteiten opgeslagen door de gemeente | De Bilt            | brons                                                                                                 |            |
| 1978      | Marathon                                                                               | Bromislaw Chromy                            | sporthal De Kwinkelier, thans Kees Boeke sporthal Niet aangetroffen op 17-5-25                                                              | Bilthoven          | |            |
| 1979      | Zonder titel                                                                           | Ton Patist                                  | Van Boetzelaerpark | De Bilt            | |            |
| 1980      | Jongen met teckel                                                                      | Piet Jungblut                               | terrein Berg en Bosch | Bilthoven          | |            |
| 1980      | Mensenkind                                                                             | Jos Oehlen                                  | Buys Ballotweg, schooltuin | De Bilt            | |            |
| 1982      | Fietsspel                                                                              | Jits Bakker                                 | Station Bilthoven, voorheen Van Everdingenschool                                                                                            | Bilthoven          | brons                                                                                                 |            |
| 1984      | Jongetje                                                                               | Maria van Everdingen                        | Van Boetzelaerpark | De Bilt            | brons                                                                                                 |            |
| 1988      | Vogelpaar                                                                              | Pim van Moorsel                             | Vermeerplein | Bilthoven          | |            |
| 1989      | Opwaartse vlucht                                                                       | Theresia van der Pant                       | Vierstee, Nachtegaallaan 30 | Maartensdijk       | |            |
| 1990      | De vier kernen                                                                         | Frans en Marja de Boer Lichtveld            | Nachtegaallaan | Maartensdijk       | rvs, in het donker wijst het de weg naar de ingang van dorpshuis De Vierstee, die iets verderop ligt. |            |
| 1990      | Dr. Jenner en zoon                                                                     | Arie Teeuwisse                              | Antonie van Leeuwenhoeklaan, RIVM-terrein Niet aangetroffen op 16-5-25                                                                      | Bilthoven          | |            |
| 1990/1991 | Paard en ruiter                                                                        | Theo Mackaay                                | Vuurse Dreef/Spoorlaan. | Hollandsche Rading | hardsteen                                                                                             |            |
| jaren '90 | Vliegende zwaan                                                                        | Jos Oehlen                                  | In opslag? |                    | brons op hoge sokkel                                                                                  |            |
| 1992      | Monument voor de aap                                                                   | Arie Teeuwisse                              | Antonie van Leeuwenhoeklaan, RIVM-terrein Niet aangetroffen op 16-5-25                                                                      | Bilthoven          | |            |
| 1994      | Steigerend paard                                                                       | Fons Bemelmans                              | Antonie van Leeuwenhoeklaan, RIVM-terrein Niet aangetroffen op 16-5-25                                                                      | Bilthoven          | brons                                                                                                 |            |
| 1994      | Bank of boot                                                                           | Linda Verkaaik                              | bij Antonie van Leeuwenhoeklaan, RIVM-terrein Niet aangetroffen op 16-5-25                                                                  | Bilthoven          | |            |
| 1995      | Vier Heemskinderen                                                                     | Jaap van Meeuwen                            | Dorpshuis | Westbroek          | |            |
| 1997      | Hoge windvangers                                                                       | Pépé Grégoire                               | Achterzijde voormalig RIVM Niet aangetroffen op 16-5-25                                                                                     | Bilthoven          | |            |
| 1997      | Communicatiebron                                                                       | Carel Lanters                               | voorplein gemeentehuis | Bilthoven          | granito                                                                                               |            |
| 1998      | Europa en de stier                                                                     | Jits Bakker                                 | Rotonde Hessenweg | De Bilt            | brons                                                                                                 |            |
| 1998      | Shadow Sculpture                                                                       | Lon Pennock                                 | KNMI-terrein, bij Kloosterlaan | De Bilt            | staal                                                                                                 |            |
| 1998      | Moeder en kind                                                                         | Frank Letterie                              | A.v. Leeuwenhoeklaan, RIVM | Bilthoven          | |            |
| 1999      | Mens en dier                                                                           | Paulus Reinhard                             | RIVM Science Park, Helsinkilaan 1 | Bilthoven          | |            |
| 1999      | Depressie                                                                              | Ruud van de Wint                            | KNMI-terrein | De Bilt            | |            |
| 1999      | Weerbericht                                                                            | Ina van Faassen                             | KNMI-terrein | De Bilt            | |            |
| 1999      | De boom                                                                                | Theresia van der Pant                       | RIVM Science Park, Helsinkilaan 1 | Bilthoven          | |            |
| 1999      | Zeemeermin                                                                             | Eddy Gheress                                | RIVM Science Park, Helsinkilaan 1 | Bilthoven          | Belgisch hardsteen                                                                                    |            |
| 2000      | Haasje over                                                                            | Luigi Amati                                 | Koperwieklaan | Bilthoven          | brons                                                                                                 |            |
| 2004      | Hemel in Huis                                                                          | Wim Geeven                                  | Brandenburg West | Bilthoven          | rvs                                                                                                   |            |
| 2004      | Sint Maarten                                                                           | Charles Weddepohl                           | hoek Nachtegaallaan/Prinses Marijkelaan | Maartensdijk       | |            |
| 2013      | Bilts Hoogkruis                                                                        | Jelle Steendam                              | Van Boetzelaerpark | De Bilt            | |            |
| 2014      | B-17 Monument                                                                          | Jan van Tiggelen                            | Groenekanseweg/Versteeglaan | Groenekan          | cortenstaal                                                                                           |            |
| 2015      | Stier (kopie)                                                                          | Wien Cobbenhagen                            | Dorpsstraat/nachtegaallaan | Maartensdijk       | brons                                                                                                 |            |
| 2018      | Zuilen (fietsroute "De Stijl")                                                         | Boris Tellegen                              | Eind Biltse Rading bij de rotonde in De Bilt en deze op de hoek Paltzerweg/Julianalaan in Bilthoven                                         | Bilthoven          | steen                                                                                                 |            |
| 2018      | Kunst komt van Kunst                                                                   | Eline Janssens                              | onderdoorgang A27 | Groenekan          | |            |
| 2018      | Grembeert de Das en Reynaart de Vos                                                    | Eline Janssens en leerlingen Aeres VMBO     | onderdoorgang A27 | Maartensdijk       | |            |
| 2018      | Maçonniek symbool                                                                      |                                             | rotonde Jan Steenlaan en de Soestdijkse weg Noord                                                                                           | Bilthoven          | cortenstaal                                                                                           |            |
| 2019      | Lijnenspel                                                                             |                                             | fietstunneltje onder de N237 | De Bilt            | |            |
|           | Monnik met lammetje (mogelijk St. Franciscus)                                          | Piet Jungblut                               | Berg en Bosch | Bilthoven          | brons                                                                                                 |            |
|           | Franciscus van Assisi                                                                  | Piet Jungblut                               | Berg en Bosch | Bilthoven          | steen                                                                                                 |            |
|           | Meisje                                                                                 | Jop Goldenbeld                              | Ensahlaan 35 | Bilthoven          | |            |
|           | Heilige Dominicus                                                                      | Albert Termote                              | Zusterhuis Berg en Bosch | Bilthoven          | steen                                                                                                 |            |
|           |                                                                                        | Jits Bakker                                 | Landgoed Beerschoten beeldentuin |                    | |            |
|           |                                                                                        | Jits Bakker                                 | Landgoed Beerschoten beeldentuin |                    | |            |
|           | Graf van Bisschop Godebald                                                             |                                             | landgoed Oostbroek | De Bilt            | |            |
|           | Jan Klaassen op de blokkendoos                                                         | Henny Visch                                 | Laurensschool aan de Melkweg, vernield. | Bilthoven          | |            |
|           | Meisje                                                                                 | Charles Weddepohl                           | Groenekanseweg 90 Niet aangetroffen op 19-5-2025                                                                                            | Groenekan          | |            |
|           | De Trompettist                                                                         | Jits Bakker                                 | Landgoed Beerschoten |                    | |            |
|           | De Dorpsomroeper                                                                       |                                             | brandweerkazerne |                    | |            |
|           | Wielrenners                                                                            | Jits Bakker                                 | landgoed Beerschoten |                    | brons                                                                                                 |            |
|           | Schoolkinderen en vogels                                                               | Henny Visch                                 | St. Theresiaschool, Gregoriuslaan Niet aangetroffen op 17-5-25                                                                              | Bilthoven          | keramisch mozaïek                                                                                     |            |
|           | Ratten (muurreliëf)                                                                    | Arie Teeuwisse                              | RIVM Antonie van Leeuwenhoeklaan | Bilthoven          | |            |
|           | Vijf geiten                                                                            | Joseph Semah                                | RIVM Antonie van Leeuwenhoeklaan | Bilthoven          | staal en brons                                                                                        |            |
|           | Zeeleeuwen                                                                             | Henny van Grol                              | RIVM Science Park, Helsinkilaan 1 | Bilthoven          | |            |
|           | Vrouwenfiguur                                                                          | Piet Pijn                                   | Frans Halslaan, graf van Pijn op begraafplaats Den en Rust                                                                                  | Bilthoven          | |            |
|           | Niet afgemaakt beeld                                                                   | Gerrit Patist                               | 1e Brandenburgerweg 38, grafsteen op begraafplaats Brandenburg                                                                              | Bilthoven          | |            |
|           | Dierenfiguren, zeepaardje, vogel en vis                                                | Antoon Heijn                                | Patioschool, Weltevreden 8 | De Bilt            | |            |
|           | Golvend water                                                                          | kunstenaarscollectief De Groep uit Den Haag | Oude Brandenburgerweg, zwembad Niet aangetroffen op 17-5-25                                                                                 | Bilthoven          | polyester                                                                                             |            |
|           | Vier Eenheid                                                                           | Philipp van der Zeeuw                       | Vierstee, Nachtegaallaan 30 | Maartensdijk       | |            |
|           | De Geit                                                                                | Jan Groenestein                             | Dorpshuis Groene Daan Niet aangetroffen op 19-5-2025                                                                                        | Groenekan          | |            |
|           | Pergola                                                                                | firma Moerkoert                             | Tuin Huis Sandwijck | De Bilt            | cementrustiek                                                                                         |            |
|           | onbekend RIVM                                                                          | onbekend                                    | A.v. Leeuwenhoeklaan, RIVM | Bilthoven          | |            |